# Гайон (Арканзас)
Гайон (англ. Guion, Arkansas) — город, расположенный в округе Изард (штат Арканзас, США) с населением в 90 человек по статистическим данным переписи 2000 года.

## География
По данным Бюро переписи населения США город Гайон имеет общую площадь в 1,55 квадратных километров, водных ресурсов в черте населённого пункта не имеется.
Гайон расположен на высоте 96 метров над уровнем моря.

## Демография
По данным переписи населения 2000 года в Гайоне проживало 90 человек, 26 семей, насчитывалось 37 домашних хозяйств и 45 жилых домов. Средняя плотность населения составляла около 60 человек на один квадратный километр. Расовый состав Гайона по данным переписи распределился следующим образом: 88,89 % белых, 10,00 % — чёрных или афроамериканцев, 1,11 % — представителей смешанных рас.
Из 37 домашних хозяйств в 21,6 % — воспитывали детей в возрасте до 18 лет, 62,2 % представляли собой совместно проживающие супружеские пары, в 2,7 % семей женщины проживали без мужей, 29,7 % не имели семей. 27,0 % от общего числа семей на момент переписи жили самостоятельно, при этом 21,6 % составили одинокие пожилые люди в возрасте 65 лет и старше. Средний размер домашнего хозяйства составил 2,43 человек, а средний размер семьи — 2,85 человек.
Население города по возрастному диапазону по данным переписи 2000 года распределилось следующим образом: 23,3 % — жители младше 18 лет, 2,2 % — между 18 и 24 годами, 16,7 % — от 25 до 44 лет, 24,4 % — от 45 до 64 лет и 33,3 % — в возрасте 65 лет и старше. Средний возраст жителей составил 53 года. На каждые 100 женщин в Гайоне приходилось 91,5 мужчин, при этом на каждые сто женщин 18 лет и старше приходилось 86,5 мужчин также старше 18 лет.
Средний доход на одно домашнее хозяйство в городе составил 16 875 долларов США, а средний доход на одну семью — 20 833 доллара. При этом мужчины имели средний доход в 21 875 долларов США в год против 16 875 долларов среднегодового дохода у женщин. Доход на душу населения в городе составил 11 264 доллара в год. Все семьи Гайона имели доход, превышающий уровень бедности, 14,6 % от всей численности населения находилось на момент переписи населения за чертой бедности, при этом 12,9 % из них находились в возрасте 64 лет и старше.